# Маркус Бабел
Ма́ркус Ба́бел (на немски: Markus Babbel) e бивш немски футболист и настоящ треньор по футбол на швейцарския Люцерн. Част е от националния отбор на Германия, спечелил Евро 96. С Бундестима играе още на две големи първенства – Мондиал 98 и Евро 2000.

## Състезателна кариера
Големите си успехи на клубно ниво постига с екипите на Байерн Мюнхен и Ливърпул. С „баварците“ е трикратен шампион на Германия, двукратен носител на националната купа, както и трикратен носител на купата на Германската лига. Играе и в двете финални срещи при спечелването на Купата на УЕФА през сезон 1995–96 срещу Бордо. Участва и във финалната среща на Шампионската лига през сезон 1998–99, загубена в последните минути от Манчестър Юнайтед.
С „мърсисайдци“ печели цели пет трофея в рамките на сезон 2000–01. Отбелязва първото попадение във финалната среща за Купата на УЕФА срещу Алавес. Ликува и на финала за Суперкупата на УЕФА срещу бившия си клуб Байерн.
След успешния сезон защитникът е повален от вирус, който го вади от терените за близо година. Опитите му да се завърне сред титулярите през сезон 2002–03 се оказват неуспешни и той играе предимно за резервите. През август 2003 г. треньорът Греъм Сунес го взима под наем в Блекбърн за един сезон.
През юли 2004 г. се завръща в родината си и подписва с Щутгарт, където по това време треньор е бившият му съотборник от националния отбор Матиас Замер. През следващия сезон с новия наставник Джовани Трапатони печели шампионската титла на Германия. Има и два загубени финала за националната купа и купата на лигата.

## Треньорска кариера
През 2007 г. слага край на активната си състезателна дейност и става треньор. Първоначално е асистент на Армин Фее в Щутгарт, а през сезон 2008–2009 е старши треньор на отбора.
През сезон 2010–2011 води отбора на Херта Берлин, с който става шампион на Втора Бундеслига.
За кратко води и Хофенхайм, а от 2014 г. е треньор на швейцарския Люцерн.

## Успехи

### Като футболист
Байерн Мюнхен
- Шампион на Германия (3): 1996–97, 1998–99, 1999–2000
- Купа на Германия (2): 1997–98, 1999–00
  - Финалист (1): 1998–99
- Купа на Германската лига (3): 1997, 1998, 1999
- Купа на УЕФА (1): 1995-96
- Шампионска лига
  - Финалист (1): 1998-99

 Ливърпул
- Купа на Английската лига (1): 2000–01
- ФА Къп (1): 2000–01
- Купа на УЕФА (1): 2000–01
- Суперкупа на УЕФА (1): 2001
- Къмюнити Шийлд (1): 2000–01

 Щутгарт
- Шампион на Германия (1): 2006–07
- Купа на Германия
  - Финалист (1): 2006–07
- Купа на Германската лига
  - Финалист (1): 2005

 Германия
- Европейско първенство (1): Евро 96

### Като треньор
Херта Берлин
- Шампион на Втора Бундеслига (1): 2010–11